# Death Bed
Death Bed (Coffee for Your Head), oorspronkelijk getiteld Death Bed (gestileerd in kleine letters), is een lied van de Canadese muzikant Powfu, met de Filipijns-Britse singer-songwriter Beabadoobee.
Het nummer werd in 2019 in eerste instantie geüpload op SoundCloud en YouTube. Na ondertekening door Powfu bij Columbia Records werd het nummer op 8 februari 2020 officieel uitgebracht. Het nummer bevat teksten van het nummer "Coffee" uit 2017 van Beabadoobee, die gecrediteerd werd als artieste.
Het nummer ging begin 2020 viraal op TikTok, waardoor het populair werd op verschillende streamingskanalen.
Het nummer werd een nummer 1-hit in Maleisië, Mexico en Singapore. En geraakte ook in de top 5 van onder andere het Verenigd Koninkrijk, Nieuw-Zeeland en Australië.